# Komplet prve pomoči
Komplet prve pomoči je komplet zalog in opreme, ki se uporablja za zdravljenje. Vsebina kompletov za prvo pomoč se zelo razlikuje glede na znanje in izkušnje tistih, ki jih sestavljajo, različne zahteve glede prve pomoči na območju, kjer se lahko uporablja, in razlike v zakonodaji ali predpisih na določenem področju.
Mednarodni standard za komplete za prvo pomoč je, da jih je treba identificirati z grafičnim simbolom ISO za prvo pomoč (iz ISO 7010), belim križem na zeleni podlagi.

## Komplet prve pomoči
Veliki in mali kompleti za prvo pomoč, ki jih je Britanski Rdeči križ uporabljal za prvo pomoč, v mednarodno priznani ISO zeleni barvi z belim križem. Na teh kompletih je tudi rdeči križ, ki je zaščiten simbol po Ženevskih konvencijah in ga lahko uporabljajo samo Rdeči križ ali vojska.

## Oblika
Komplete za prvo pomoč lahko sestavite v skoraj vse vrste posod, to pa je odvisno od tega, ali jih posameznik komercialno proizvaja ali sestavlja. Standardni kompleti so pogosto v trpežnih plastičnih škatlah, vrečkah iz blaga ali v stenskih omarah. Vrsta posode se razlikuje glede na namen in je velika od denarnice do velike škatle.
Priporočljivo je, da so vsi kompleti v čisti, nepremočljivi posodi, da je vsebina varna in aseptična. Tudi komplete je treba redno pregledovati in obnavljati, če so kakšni predmeti poškodovani ali zastareli.

## Videz
Mednarodna_organizacija_za_standardizacijo (ISO) določa standard za komplete za prvo pomoč, ki so zeleni z belim križem, da jih bodo zlahka prepoznali vsi, ki potrebujejo prvo pomoč.
ISO podpira samo uporabo zelenega ozadja in belega križa, kar je bilo sprejeto kot standard v mnogih državah in regijah, vključno s celotno EU. Kompleti za prvo pomoč so včasih označeni (s strani posameznika ali organizacije) z rdečim križem na belem ozadju, vendar je uporaba tega simbola s strani vseh, razen Mednarodnega odbora Rdečega križa (ICRC) ali povezane agencije, pod pogoji iz prve Ženevska konvencija, ki Rdeči križ označuje kot zaščiten simbol v vseh državah podpisnicah. Ena redkih izjem je v Severni Ameriki, kjer je Johnson & Johnson kljub sprejetju Prve ženevske konvencije leta 1864 in njeni ratifikaciji v ZDA leta 1881 rdeči križ uporabljal kot znamko od leta 1887 in se registriral simbol kot ameriška blagovna znamka za zdravilne in kirurške obliže leta 1905.
Nekateri kompleti za prvo pomoč imajo lahko tudi Zvezdo življenja, ki je običajno povezana s službami nujne medicinske pomoči, vendar se uporabljajo tudi za označevanje, da lahko služba, ki jo uporablja, nudi ustrezno oskrbo. Čeprav ga ISO ne podpira, je bel križ na rdečem ozadju splošno priznan tudi kot simbol prve pomoči. Vendar pa je za zelo majhne zdravstvene ustanove in za domače namene raje bel križ na navadni zeleni podlagi.

## Vsebina prve pomoči
Komercialni kompleti za prvo pomoč, ki so na voljo po običajnih prodajnih poteh, so tradicionalno namenjeni samo zdravljenju lažjih poškodb. Tipična vsebina vključuje lepilne povoje, običajna zdravila proti bolečinam, gazo in nizkokakovostno razkužilo. Na voljo so specializirani kompleti za prvo pomoč za različne regije, vozila ali dejavnosti, ki se lahko osredotočijo na posebna tveganja ali pomisleke, povezane z dejavnostjo. Na primer, kompleti za prvo pomoč, ki se prodajajo v trgovinah z morsko oskrbo za uporabo na plovilih, lahko vsebujejo zdravila proti morski bolezni.

### Dihalne poti, dihanje in cirkulacija
Prva pomoč obravnava DDC kot temelj dobrega zdravljenja. Iz tega razloga bo večina sodobnih komercialnih kompletov za prvo pomoč (čeprav ne nujno tistih, ki jih sestavljajo doma) vsebovala primerno infekcijsko pregrado za izvajanje umetnega dihanja kot del kardiopulmonalnega oživljanja. Primeri vključujejo:
- Žepna maska
- Obrazni ščit

Napredni kompleti za prvo pomoč lahko vsebujejo tudi predmete, kot so:
- Orofaringealna dihalna pot
- Nazofaringealna dihalna pot
- Maska vrečastega ventila
- Ročni aspirator ali sesalna enota
- Sfigmomanometer (manšeta za krvni tlak)
- Stetoskop

Nekateri kompleti za prvo pomoč, zlasti tisti, ki jih uporabljajo reševalci in reševalne službe, vključujejo ustekleničen kisik za oživljanje in zdravljenje.

### Pogosti predmeti
Navadni kompleti lahko vsebujejo:
- Lepilne povoje
- Antiseptično raztopino
- Antiseptične robčke
- Povoje
- Bombažne kroglice ali palčke
- Odejo v sili
- Gazo
- Rokavice
- Razkužilo za roke
- Ledeni obkladek
- Fiziološko raztopino
- Tkiva
- Pinceto
- Zloženko z navodili za prvo pomoč

### Poškodbe travme
Poškodbe travme, kot so krvavitve, zlomi kosti ali opekline, so običajno glavni poudarek večine kompletov za prvo pomoč, pri čemer so predmeti, kot so povoji in obloge, v veliki večini vseh kompletov.
- Lepilni povoji (lepilni obliži) – lahko vključujejo tiste, oblikovane za določene dele telesa, kot so naprstniki
  - Povoji za zdravljenje in preprečevanje žuljev

- Obloge (sterilne, nanesemo neposredno na rano)
  - Sterilne blazinice za oči
  - Sterilne blazinice iz gaze
  - Sterilne nelepljive blazinice, ki vsebujejo teflonsko plast, ki se ne lepi
  - Blazinice iz gaze iz petrolatuma, ki se uporabljajo kot okluzivni (zrakotesni) povoj za sesanje ran na prsih, pa tudi kot nelepljiv povoj
- Povoji (za pritrditev povojev, ne nujno sterilnih)
  - Gazirani povoji - vpojni, zračni in pogosto elastični
  - Elastični povoji - uporabljajo se za zvine in tlačne povoje
  - Lepilni, elastični povoji (običajno jih imenujemo "Vet wrap") - zelo učinkoviti povoji in trpežni, nepremočljivi povoji
  - Trikotni povoji - uporabljajo se kot zanke, trakovi, za zavezovanje opornic in za številne druge namene
- Trakovi za zapiranje - uporabljajo se kot šivi za zapiranje ran, običajno so vključeni le za odziv višje ravni, saj lahko zapirajo okužbo v neočiščenih ranah.
- Fiziološka raztopina, ki se uporablja za čiščenje ran ali izpiranje tujkov iz oči
- Milo - uporablja se z vodo za čiščenje površinskih ran po zaustavitvi krvavitve
- Antiseptični robčki ali razpršila za zmanjšanje tveganja okužbe pri odrgninah ali okoli ran. Umazane rane je treba očistiti, da bodo antiseptiki učinkoviti.
- Obloge za opekline, ki je običajno sterilna blazinica, namočena v hladilni gel
- Lepilni trak, hipoalergen
- Hemostatična sredstva so lahko vključena v komplete za prvo pomoč, zlasti vojaške ali taktične, za pospeševanje strjevanja krvi zaradi hudih krvavitev.

### Osebna varovalna oprema
Uporaba osebne varovalne opreme se razlikuje glede na komplet, odvisno od njene uporabe in pričakovanega tveganja okužbe. Dodatki k umetnemu dihanju so opisani zgoraj, druga običajna zaščitna oprema za nadzor okužb pa vključuje:
- Rokavice za enkratno uporabo za preprečevanje navzkrižne okužbe
- Zaščitna očala ali druga zaščita za oči
- Kirurška maska ali maska N95 za zmanjšanje možnosti prenosa okužbe z zrakom (včasih nameščena bolniku namesto negovalcem. V ta namen maska ne sme imeti ventila za izdih)
- Predpasnik

### Instrumenti in oprema
- Škarje za travmo za krojenje oblačil in za splošno uporabo
- Pinceta, med drugim za odstranjevanje drobcev.
- Vžigalnik za razkuževanje pincete ali klešč itd.
- Alkoholne blazinice za razkuževanje opreme ali raztrgane kože. To se včasih uporablja za razbremenitev ran, vendar nekateri organi za usposabljanje tega odsvetujejo, saj lahko ubije celice, ki jih bakterije nato lahko hranijo
- Namakalna brizga - s konico katetra za čiščenje ran s sterilno vodo, fiziološko raztopino ali šibko raztopino joda. Tok tekočine odplakne delce umazanije in ostankov.
- Bakla (znana tudi kot svetilka)
- Kemični hladilniki s takojšnjim delovanjem
- Razkužilo za roke ali antiseptični robčki za roke
- Termometer
- Odeja (lahka odeja iz plastične folije, znana tudi kot "odeja v sili")
- Vatirana palčka
- Vata za nanašanje antiseptičnih losjonov.
- Varnostni zatiči za zapenjanje povojev.

### Zdravila
Zdravila so lahko sporen dodatek h kompletu za prvo pomoč, še posebej, če je namenjen javnosti. Vendar je običajno, da osebni ali družinski kompleti za prvo pomoč vsebujejo nekatera zdravila. Glavne vrste zdravil so, odvisno od obsega prakse, reševalna zdravila, ki jih pogosto najdemo v kompletih za prvo pomoč, ki jih uporabljajo plačani ali dodeljeni prvaki za javnost ali zaposlene, proti bolečinam, ki jih pogosto najdemo v osebnih kompletih, lahko pa ga najdemo tudi v zdravilih za javno oskrbo in nazadnje tudi pri simptomatskih zdravilih, ki jih običajno najdemo le v osebnih kompletih.

#### Reševanje življenja
- Aspirin se uporablja predvsem za bolečine v prsnem košu v osrednji medicini kot sredstvo proti trombocitom

- Epinefrinski avtoinjektor (blagovna znamka Epipen) - pogosto vključen v komplete za uporabo v divjini in na mestih, kot so poletni tabori, za začasno zmanjšanje otekanja dihalnih poti v primeru anafilaktičnega šoka. Upoštevajte, da epinefrin sam ne zdravi anafilaktičnega šoka, ampak samo odpira dihalne poti, da prepreči zadušitev in omogoči čas za uporabo drugih zdravil ali pomoč. Učinki adrenalina (adrenalina) so kratkotrajni in otekanje grla se lahko vrne, kar zahteva uporabo dodatnih epipenov, dokler ne začnejo učinkovati druga zdravila, ali pa se lahko vzpostavijo naprednejše metode dihalnih poti (na primer intubacija).
- Difenhidramin (blagovna znamka Benadryl) - Uporablja se za zdravljenje ali preprečevanje anafilaktičnega šoka. Najbolje je uporabiti takoj, ko se pojavijo simptomi ob sumu na bližajoči se anafilaktični šok. Običajno priporočilo za odrasle je jemati dve tableti po 25 mg. Netrdne oblike zdravila, kot so tekočine ali trakovi, ki se raztapljajo, se lahko absorbirajo hitreje kot tablete ali kapsule in so zato bolj učinkovite v nujnih primerih.

### Trening prve pomoči
Britanski Rdeči križ je eden vodilnih izvajalcev usposabljanja za prvo pomoč v Združenem kraljestvu. Izobražuje ljudi na skupnostni in komercialni osnovi. Komercialne ekipe za usposabljanje izvajajo nacionalno priznane tečaje prve pomoči, posebej zasnovane za zagotavljanje spretnosti za uporabo pri delu. Britanski Rdeči križ te tečaje izvaja že 25 let in vsako leto se usposobi več kot 120.000 ljudi. Tečaji segajo od osnovne nujne življenjske podpore do tridnevnega tečaja prve pomoči na delovnem mestu (FAW), ki ga priznava direktor za zdravje in varnost .
Na osnovi skupnosti je britanski Rdeči križ dobro znan tudi po tem, da ljudem ponuja številne tečaje prve pomoči po vsej državi, pa tudi po šolah, skupnostnih skupinah in manjšinskih skupinah. Eden od projektov britanskega Rdečega križa je Everyday First Aid, ki želi zagotoviti usposabljanje tistim, ki drugače ne bi dobili priložnosti za takšno usposabljanje, kot so invalidi.
Programi usposabljanja za prvo pomoč, ki jih izvaja Rdeči križ, slovijo po tem, da udeležencem s kombinacijo teoretičnega znanja in praktičnih vaj dajo znanje in samozavest pri uporabi naučenega.

#### Sredstva proti bolečinam
- Paracetamol (znan tudi kot acetaminofen) je eno najpogostejših zdravil za ublažitev bolečin kot tableta ali sirup.

- Protivnetna zdravila proti bolečinam, kot so Ibuprofen, Naproksen ali druga nesteroidna protivnetna zdravila, se lahko uporabljajo kot del zdravljenja zvinov in sevov
- Kodein, ki je hkrati zdravilo proti bolečinam in proti driski

### Simptomatsko olajšanje
- Zdravila proti driski, kot je loperamid - še posebej pomembna na oddaljenih lokacijah ali v državah tretjega sveta, kjer je dehidracija zaradi driske glavni ubijalec otrok

- Peroralne rehidracijske soli
- Antihistaminiki, kot je Difenhidramin
- Zdravljenje s strupi
- Absorpcija, kot je aktivno oglje
- Sredstva za bruhanje, kot je sirup ipecac, čeprav priročniki za prvo pomoč zdaj odsvetujejo bruhanje.
- Dišave soli ( amonijev karbonat )

### Zdravila za lokalno uporabo
- Antiseptiki / razkužila

- - Antiseptična tekočina, vlažen robček ali pršilo - Za čiščenje in razkuževanje rane. Značilno je benzalkonijev klorid, ki rane razkuži z minimalnimi bolečinami ali poškodbami izpostavljenega tkiva. Lahko se uporablja tudi kot antibakterijski robček za osebe, ki nudijo pomoč.
    - Povidon jod je antiseptik v obliki tekočine, brisa ali brisače. Lahko se uporablja v šibkem razredčenju čiste vode za pripravo namakalne raztopine za čiščenje rane.
    - Vodikov peroksid je pogosto vključen v komplete za prvo pomoč na domu, vendar je slaba izbira za razkuževanje ran - ubija celice in zakasni celjenje

  - Alkoholne blazinice - včasih vključene za razkuževanje instrumentov ali neprekinjene kože (na primer pred praznjenjem pretisnega omota) ali čiščenje kože pred nanosom lepilnega povoja. Alkohola ne smete uporabljati na odprti rani, saj ubija kožne celice in zavlačuje celjenje.
  - Zdravilna antiseptična mazila - za preprečevanje okužbe v manjši rani, potem ko je očiščena. Običajno se ne uporablja na ranah, ki močno krvavijo. Mazila običajno vsebujejo eno, dve ali vse tri od naslednjih antibakterijskih sestavin (tiste, ki vsebujejo vse tri, se običajno imenujejo "mazilo s trojimi antibiotiki") neomicin, polimiksin B sulfat ali bacitracin cink.
- Burn gel - gel na vodni osnovi, ki deluje kot hladilno sredstvo in pogosto vključuje blag anestetik, kot je lidokain, in včasih antiseptik, kot je olje čajevca
- Mazilo proti srbenju
  - Krema s hidrokortizonom
  - antihistaminska krema, ki vsebuje difenhidramin
  - Kalaminov losjon za vnetja kože.
- Krema proti glivicam
- Tinkture benzoin - pogosto v obliki individualno zatesnjen swabstick ali ampulo, ščiti kožo in pomaga oprijem lepilne trakove, kot moleskin, Band z AIDS-om ali zapiranje rane ( "metulja") trakov. Benzoinske palčke so zelo nagnjene k puščanju in neredu, če jih hranite v prenosnih kompletih za prvo pomoč, ampule so bolj trpežna možnost. Če uporabljate palčke za brisanje, jih je priporočljivo hraniti v zaprti vrečki z zadrgo.

### Improvizirane uporabe
Poleg običajne uporabe kompletov za prvo pomoč so lahko v pomoč v divjini ali v primerih preživetja. Kompleti za prvo pomoč so poleg drugih orodij lahko del kompleta za preživetje ali mini kompleta za preživetje.

### Delovno mesto kompleta za prvo pomoč
V ZDA uprava za varnost in zdravje pri delu (OSHA) zahteva, da vsa delovna mesta in delovna mesta dajo na voljo opremo za prvo pomoč, ki jo lahko uporabljajo poškodovani zaposleni. Medtem ko uredba na splošno določa nekatere panoge, kot je sečnja v uredbi ni podrobnosti o vsebini kompleta za prvo pomoč. To je razumljivo, saj uredba zajema vsa zaposlitvena sredstva, različna delovna mesta pa imajo različne vrste poškodb in različne potrebe po prvi pomoči. Vendar se v neobveznem poglavju predpisi OSHA sklicujejo na specifikacijo ANSI / ISEA Z308.1  kot osnova za predlagano minimalno vsebino kompleta za prvo pomoč. Drugi vir sodobnih informacij o kompletih za prvo pomoč je Specifikacija gozdarske službe Združenih držav 6170-6  ki določa vsebino več različno velikih kompletov, namenjenih različno velikim skupinam.

zakoni in predpisi države ali ozemlja, v katerem se nahaja;
vrsta zadevne industrije; na primer industrije, kot je rudarstvo, imajo lahko posebne industrijske predpise s podrobnimi navodili;
- vrsta nevarnosti na delovnem mestu;
- število zaposlenih na delovnem mestu;
- število različnih lokacij, na katerih je delovno mesto razpršeno;
- bližina lokalnih služb (zdravniki, bolnišnica, reševalno vozilo).

### Zgodovinski kompleti za prvo pomoč
Ko je razumevanje ukrepov za prvo pomoč in reševanje življenj napredovalo in se je spremenila narava tveganj za javno zdravje, se je vsebina kompletov za prvo pomoč spremenila, da odraža prevladujoča razumevanja in pogoje. Na primer, prejšnje ameriške zvezne specifikacije za komplete za prvo pomoč so vključevale komplete za kačji griz in sesalni tip ter antiseptik z merkurohromom. Številnih zgodovinskih komponent se danes seveda več ne uporablja; sledi nekaj pomembnih primerov. Kot je razloženo v članku o kačjih ugrizih, zgodovinski komplet za kačjega ugriza ni več priporočljiv. Mercurochrome je leta 1998 s strani ameriške agencije FDA odstranila iz splošno priznane kategorije varnih zaradi zaskrbljenosti glede vsebnosti živega srebra. Še en pogost izdelek v kompletih za prvo pomoč v začetku 20. stoletja, gaza pikrične kisline za zdravljenje opeklin, danes velja za nevarno snov, ker v stiku s kovino tvori nestabilne in potencialno eksplozivne pirate. Primeri sodobnih dodatkov vključujejo ščitnike za obraz CPR in posebne pregrade za telesno tekočino, ki so vključene v sodobne komplete, za pomoč pri CPR in za preprečevanje širjenja krvnih patogenov, kot je HIV .